# Tischset

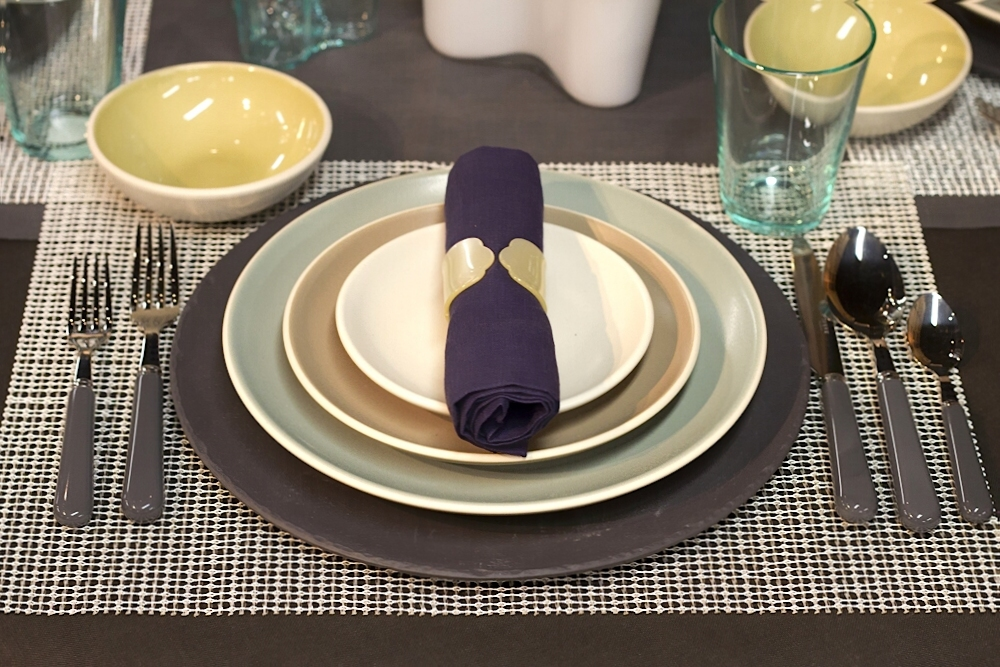
Tischset mit festlichem Gedeck

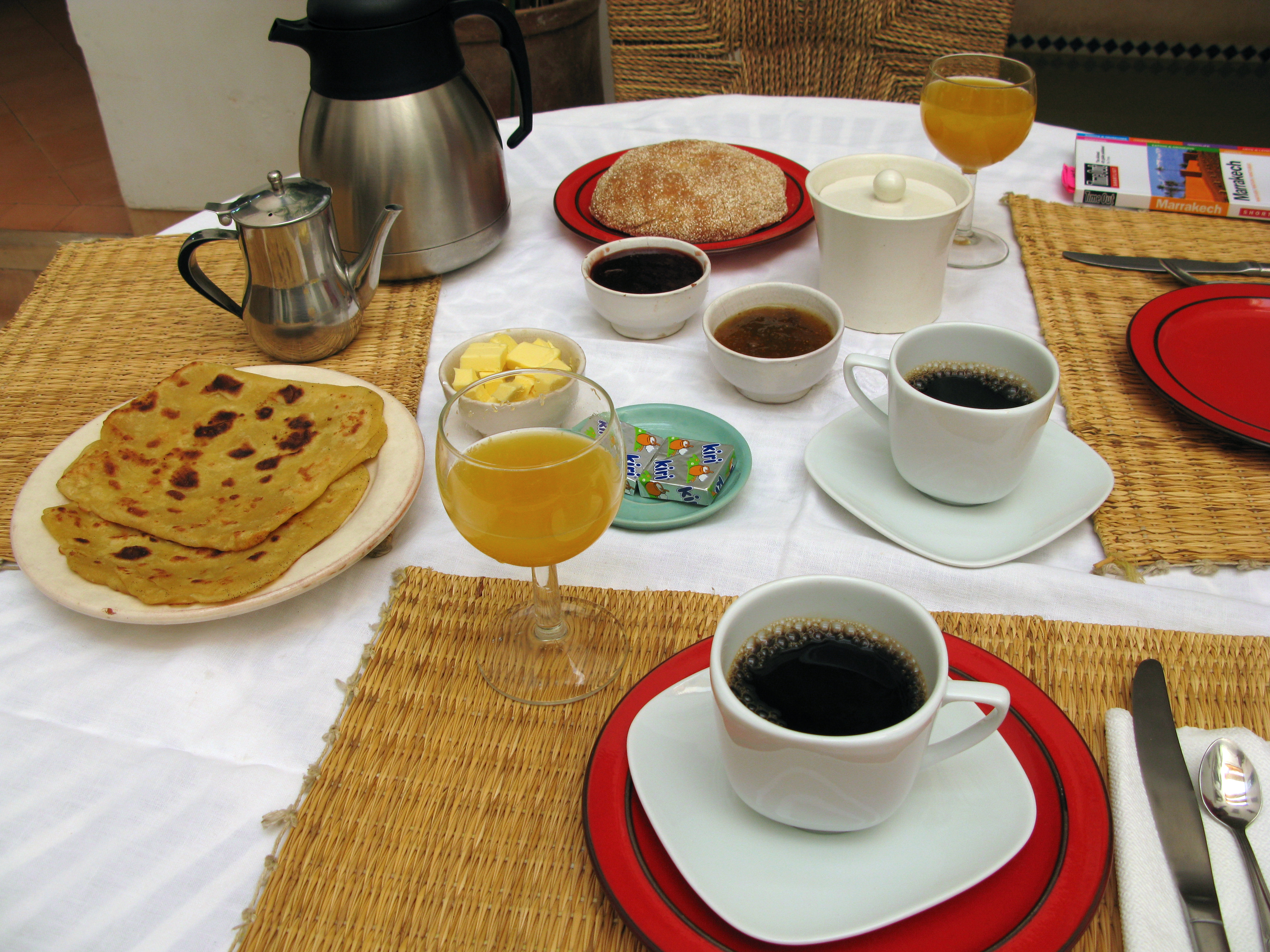
Tischsets auf Tischdecke

Ein Tischset (auch Set, Platzdeckchen oder Deckchen) ist eine Unterlage, die zumeist zum Essen, aber auch für Bastelarbeiten verwendet wird und vor allem die Funktion hat, den Tisch zu schützen. Bei harten Tischoberflächen wie Glas oder Metall dienen sie auch dem Schutz von Geschirr und Gläsern, da sie, ähnlich wie Tischdecken, Stöße abdämpfen. Es gibt sie aus verschiedenen Materialien wie Stoff, Kunststoff, Bastfaser oder Filz. Üblicherweise haben sie die Größe eines Gedeckes. Es gibt rechteckige, ovale und kreisrunde Tischsets.
Beim Essen verwendete Platzdeckchen können zudem ein dekoratives Element des Tischgedecks darstellen. Im preiswerten Gastronomiebereich besteht sie oft aus Papier oder Folie und ist mit Werbung oder der Speisekarte bedruckt. Für Kinder, die gerade das selbstständige Essen erlernen, werden Platzdeckchen aus abwischbaren Materialien verwendet, um das Putzen des Essplatzes zu erleichtern. 